# Dante Luciani
Dante Luciani (Oakville, 1º settembre 1985) è un ex giocatore di football americano canadese, che ha giocato come wide receiver.
Dopo aver giocato per una squadra universitaria canadese viene scelto al quinto giro del Draft CFL 2008 dagli Edmonton Eskimos con la 34ª scelta assoluta, ma non riesce a entrare nel roster attivo né quell'anno né il seguente. Passerà in seguito ai Montreal Alouettes e agli Winnipeg Blue Bombers, anche in questi casi senza fortuna.